# Geraldo Majella Agnelo

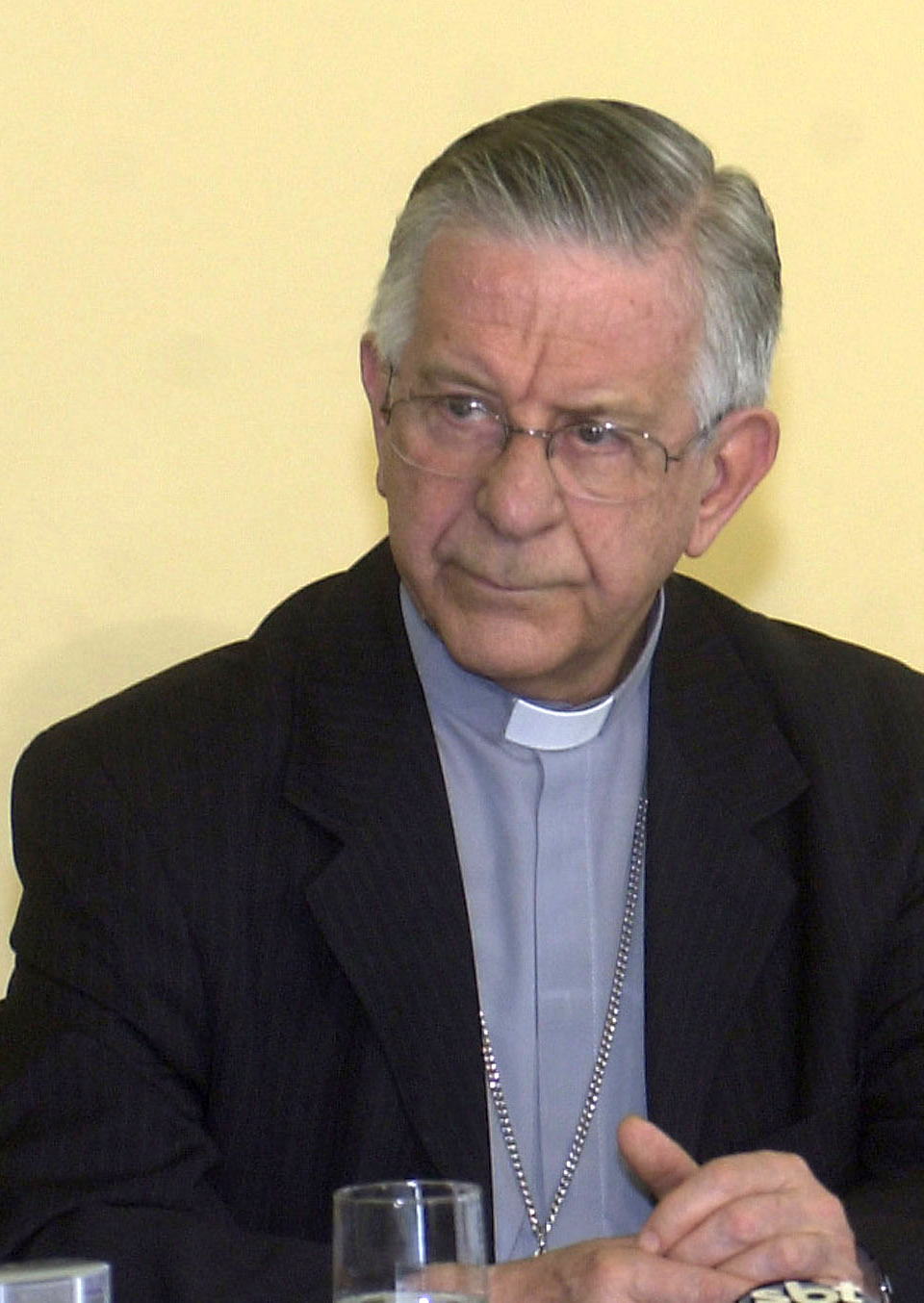
Geraldo Majella Kardinal Agnelo (2006)

Kardinalswappen von Geraldo Majella Agnelo

Geraldo Majella Kardinal Agnelo (* 19. Oktober 1933 in Juiz de Fora, Minas Gerais; † 26. August 2023 in Londrina, Paraná) war ein brasilianischer römisch-katholischer Geistlicher und Erzbischof von São Salvador da Bahia.

## Leben

### Priester und Professor
Geraldo Majella Agnelo wurde am 11. Februar 1934 in der Kirche São Mateus in Juiz de Fora getauft. Er besuchte von 1942 bis 1944 die Grundschule im Instituto Santos Anjos der Karmelitinnen sowie von 1945 bis 1947 das Kleine Seminar Santo António in Juiz de Fora und ab 1948 das Kleine Seminar der Prämonstratenser in Pirapora do Bom Jesus. Von 1951 bis 1953 studierte Majella Agnelo Philosophie am zentralen Priesterseminar Imaculada Conceição in Ipiranga. Nachdem er an der Universidade de Mogi das Cruzes einen Abschluss im Fach Philosophie erlangt hatte, folgte von 1954 bis 1957 an der Theologischen Fakultät Nossa Senhora da Assunção in São Paulo das Studium der Katholischen Theologie. Am 27. Juni 1957 empfing er in der Catedral da Sé in São Paulo durch den Weihbischof in São Paulo, Antônio Maria Alves de Siqueira, das Sakrament der Priesterweihe für das Erzbistum São Paulo.
Majella Agnelo war nach der Priesterweihe zunächst als Spiritual und Professor am Spätberufenenseminar Santo Cura d’Ars in Freguesia do Ó tätig, bevor er 1959 kirchlicher Assistent der weiblichen Abteilung der katholischen Studentenjugend wurde. Anschließend wirkte er als Spiritual am philosophischen Priesterseminar des Erzbistums São Paulo in Aparecida (1960–1963) und am zentralen Priesterseminar Imaculada Conceição in Ipiranga (1964–1967), an dem er auch lehrte. Zusätzlich lehrte er von 1964 bis 1967 an der Philosophischen Fakultät der Pontifícia Universidade Católica de São Paulo. 1967 wurde Majella Agnelo für weiterführende Studien nach Rom entsandt, wo er 1969 am Päpstlichen Athenaeum Sant’Anselmo bei Burkhard Neunheuser OSB mit der Arbeit Liturgia, serviço cultual do povo de Deus. Sentido e doutrina de Servitus no Sacramentário Veronense („Liturgie, der kultische Dienst des Volkes Gottes. Bedeutung und Lehre des Servitus im Veroneser Sakramentar“) zum Doktor der Theologie im Fach Liturgiewissenschaft promoviert wurde. Während seiner Studienzeit in Rom war er Alumnus des Päpstlichen Brasilianischen Pius-Kollegs. Er moderierte außerdem bei Radio Vatikan die wöchentliche Sendung Liturgia e Vida und war als Seelsorger in der Pfarrei San Clemente tätig.
Nach der Rückkehr in seine Heimat war Majella Agnelo von 1970 bis 1974 für die Koordination der Pastoral im Erzbistum São Paulo zuständig. Darüber hinaus wirkte er als Professor für Sakramententheologie und Liturgiewissenschaft am Instituto Teológico Pio XI. der Salesianer (1970–1975), am Priesterseminar João XXIII. der Scalabrini-Missionare (1970–1974) und an der Theologischen Fakultät Nossa Senhora da Assunção in São Paulo (1970–1974). Ab 1974 fungierte Majella Agnelo als Rektor der Theologischen Fakultät Nossa Senhora da Assunção. Zudem war er bereits ab 1958 als Notar am Kirchengericht des Erzbistums São Paulo und als Seelsorger in der Pfarrei Santo Antônio im Stadtteil Barra Funda tätig. Ferner war er ab 1964 auch Domherr an der Catedral da Sé und erzbischöflicher Zeremoniar. Darüber hinaus gehörte er ab 1973 der erzbischöflichen Liturgiekommission an.

### Bischof, Erzbischof und Kardinal
Am 5. Mai 1978 ernannte ihn Papst Paul VI. zum Bischof von Toledo in Brasilien. Die Bischofsweihe spendete ihm am 6. August desselben Jahres in der Catedral da Sé der Erzbischof von São Paulo, Paulo Evaristo Kardinal Arns OFM; Mitkonsekratoren waren der Erzbischof von Uberaba, Benedito de Ulhôa Vieira, und der Weihbischof in São Paulo, Angélico Sândalo Bernardino. Sein Wahlspruch Caritas cum fide („Liebe verbunden mit Glauben“) stammt aus Eph 6,23 . Die Amtseinführung im Bistum Toledo fand am 10. September 1978 statt. Als Bischof war Majella Agnelo an der Gründung der Faculdade de Ciências Humanas Arnaldo Busato in Toledo beteiligt, die er in der Folge leitete und an der er auch lehrte.
Papst Johannes Paul II. bestellte ihn am 4. Oktober 1982 zum Erzbischof von Londrina. Von 1983 bis 1987 fungierte Majella Agnelo zusätzlich als Vorsitzender der Liturgiekommission der Brasilianischen Bischofskonferenz und als Vizepräsident der Region Sul 2. Außerdem gehörte er von 1983 bis 1987 der Abteilung für Liturgie des Lateinamerikanischen Bischofsrats (CELAM) an, die er ab April 1991 leitete. 1983 wurde auf seine Initiative hin in Florestópolis das Programm Pastoral da Criança („Kinderpastoral“) initiiert. Am 16. September 1991 berief ihn Johannes Paul II. zum Sekretär der Kongregation für den Gottesdienst und die Sakramentenordnung. Majella Agnelo war Teilnehmer an der vierten Generalversammlung des lateinamerikanischen und karibischen Episkopats in Santo Domingo im Oktober 1992. Zudem wurde er am 17. März 1995 Mitglied des Zentralkomitees für das Heilige Jahr 2000 und Präsident der Kommission für die liturgischen Feiern im Rahmen des Heiligen Jahres.
Am 13. Januar 1999 ernannte ihn Johannes Paul II. schließlich zum Erzbischof von São Salvador da Bahia und damit zum Primas von Brasilien. Die Amtseinführung erfolgte am 11. März desselben Jahres. Als Erzbischof war Majella Agnelo Vize-Großkanzler des Standorts São Salvador da Bahia des Päpstlichen Instituts Johannes Paul II. für Studien zu Ehe und Familie. Von 1999 bis 2003 fungierte er außerdem als zweiter Vizepräsident des Lateinamerikanischen Bischofsrats. Im Oktober 1999 war er Teilnehmer der zweiten Sonderversammlung der Bischofssynode für Europa zum Thema Jesus Christus, der in Seiner Kirche lebt – Quelle der Hoffnung für Europa. Im Konsistorium vom 21. Februar 2001 wurde er von Papst Johannes Paul II. als Kardinalpriester mit der Titelkirche San Gregorio Magno alla Magliana Nuova in das Kardinalskollegium aufgenommen. Von 2003 bis 2007 war Majella Agnelo überdies Präsident der Brasilianischen Bischofskonferenz. Er nahm nach dem Tod von Johannes Paul II. am Konklave 2005 teil. Im Dezember 2006 berief ihn Papst Benedikt XVI. zudem zu einem der drei Präsidenten der im Jahr 2007 abgehaltenen fünften Generalversammlung des lateinamerikanischen und karibischen Episkopats in Aparecida. Darüber hinaus nahm Majella Agnelo 2001 an der zehnten ordentlichen Vollversammlung der Bischofssynode zum Thema Der Bischof als Diener des Evangeliums Jesu Christi für die Hoffnung der Welt teil und 2005 an der elften ordentlichen Vollversammlung zum Thema Die Eucharistie, Quelle und Höhepunkt des Lebens und der Sendung der Kirche.
Am 12. Januar 2011 nahm Papst Benedikt XVI. das von Geraldo Majella Agnelo aus Altersgründen vorgebrachte Rücktrittsgesuch vom Amt des Erzbischofs von São Salvador da Bahia an. Nach dem Rücktritt Benedikts XVI. nahm er am Konklave 2013 teil. Ab 2014 lebte er in Londrina. Seit einem im Dezember 2022 erlittenen Schlaganfall verschlechterte sich Agnelos Gesundheitszustand. Er starb im August 2023 im Alter von 89 Jahren in Londrina und wurde in der Krypta der dortigen Kathedrale Sagrado Coração de Jesus beigesetzt.

## Mitgliedschaften
Kardinal Agnelo war Mitglied folgender Institutionen der Römischen Kurie:
- Päpstliche Kommission für Lateinamerika (ab 1994)[2]
- Päpstliches Komitee für die Eucharistischen Weltkongresse (ab 1997)[11]
- Päpstlicher Rat der Seelsorge für die Migranten und Menschen unterwegs (2000–2013,[12] bestätigt 2001[13])
- Päpstliche Kommission für die Kulturgüter der Kirche (2001–2012)[13]

## Schriften
- Pastoral do Batismo. Subsídio Teológico e Litúrgico. Paulinas, São Paulo 1971.
- Paulo Evaristo Arns, Geraldo Majella Agnelo: Os sacramentos e os mistérios. Iniciação cristã nos primórdios por Santo Ambrósio (= Fontes da catequese. Band 5). Vozes, Petrópolis 1972, OCLC 65617777.
- Liturgia, serviço cultual do povo de Deus. Sentido e doutrina de Servitus no Sacramentário Veronense. Obelisco, São Paulo 1974, OCLC 1100152987.
- Os Santuários e a Nova Evangelização. In: Santuário de Fátima (Hrsg.): A pastoral de Fátima. Actas do I encontro internacional sobre a pastoral de Fátima no 75° aniversário das aparições. Santuário de Fátima, Fátima 1993, OCLC 864678398, S. 263–273.
- Liturgia romana e inculturação. Um novo documento. In: Revista eclesiástica brasileira. Band 54, Nr. 214, 1994, S. 445–449.
- Rinnovamento liturgico del Concilio Vaticano II. In: Notitiae. Nr. 345/6, 1995, S. 265–284.
- Santuarios, peregrinaciones y liturgia. In: Bernabé Dalmau (Hrsg.): Religiosidad popular y santuarios (= Dossiers CPL. Band 64). Centre de Pastoral Litúrgica, Barcelona 1995, ISBN 978-84-7467-323-4, S. 73–83.
- Itinerario litúrgico de la preparación al jubileo (= Cuadernos Phase. Band 92). Centre de Pastoral Litúrgica, Barcelona 1998, ISBN 978-84-7467-522-1.
- Vim para Estar Convosco. Edições Salvador, São Salvador da Bahia 2000, ISBN 978-85-99583-74-6.
- Geraldo Majella Agnelo, Manoel João Francisco: Canto e Música na Liturgia. Princípios teológicos, litúrgicos, pastorais e estéticos. In: Revista eclesiástica brasileira. Band 66, Nr. 262, 2006, OCLC 8165416516, S. 409–415.
- Familia y demografía. V Congreso Mundial Teológico-Pastoral, Valencia, 4–7 de julio de 2006. In: Pontificium Consilium pro Familia (Hrsg.): La transmisión de la fe en la familia (= Biblioteca de autores cristianos. Band 672). Universidad Católica San Antonio, Madrid 2007, ISBN 978-84-7914-912-3, S. 283–292.
- Com Coração de Pastor no Caminho de Jesus. Topbooks, Rio de Janeiro 2007.
- Corpo e desafios actuais: ética e teologia. In: Pontificium Consilium pro Familia (Hrsg.): Léxico da família: termos ambíguos e controversos sobre família, vida e aspectos éticos. Princípia Editora, Cascais 2010, ISBN 978-989-8131-69-0.
- Zilda Arns y la pastoral para el cuidado de los niños orientada a la promoción humana de las madres y de su familia. In: Dolentium hominum: revista del Pontificio Consejo para la Pastoral de la Salud. Nr. 78, 2012, S. 141–142.